# Elly Ney
Elly Ney, född 27 september 1882 i Düsseldorf, död 31 mars 1968 i Tutzing, var en tysk pianist.

## Biografi
Neys mor var musiklärare och hennes fader militär. Genom sin mormor blev Ney bekant med Beethovens musik, musik präglade hennes karriär. Hon studerade musik i Köln men efter att ha vunnit Mendelssohn-stipendiet 1909 flyttade hon till Wien. 
Ney var gift två gånger, första gången 1911 med dirigenten Willem van Hoogstraten. Äktenskapet varade till 1927 då paret skildes. Året därpå gifte Ney om sig med Paul Allais, en amerikansk kolföretagare från Chicago, men skildes snart från honom. Senare sammanlevde hon tidvis med sin förste man. I första äktenskapet fick hon en dotter som blev skådespelare.

## Karriär
Ney började uppträda som pianist 1904 och frilansade i många år med ett kort undantag av undervisande i Wien. År 1927 mottog hon hedersbetygelser från Beethovens hemstad Bonn. År 1932 bildade Ney trion Elly Ney Trio tillsammans med violinisten Wilhelm Stross och cellisten Ludwig Hoelscher. Gruppen turnerade över hela världen och var mycket populär i USA före andra världskriget.
Elly Ney blev medlem i det nazistiska partiet 1937 och var kulturellt och pedagogiskt aktiv för tredje riket. Efter andra världskriget förbjöds hon att uppträda i Bonn, där hon tidigare hyllats, med hänvisning till hennes politiska åsikter. 